# Roh Yoon-seo
Đây là một tên người Triều Tiên, họ là Roh.
Roh Yoon-Seo (tiếng Hàn: 노윤서; sinh ngày 25 tháng 1 năm 2000) là một nữ diễn viên và người mẫu Hàn Quốc, trực thuộc công ty MAA Korea. Cô được biết đến nhiều nhất với những vai diễn trong các bộ phim truyền hình Blues nơi đảo xanh (2022), Khóa học yêu cấp tốc (2023) và phim Cô gái thế kỷ 20 (2022).

## Tiểu sử

### Giáo dục
- Trường tiểu học Seoul Jamjeon (서울잠전초등학교) – Tốt nghiệp
- Trường trung học nữ sinh Shinshin (정신여자중학교) – Tốt nghiệp
- Trường trung học nghệ thuật Sunhwa (선화예술고등학교), Khoa mỹ thuật – Tốt nghiệp
- Đại học Nữ sinh Ewha (이화여자대학교), Khoa Mỹ thuật, chuyên ngành hội họa phương Tây – Tốt nghiệp

## Sự nghiệp
Roh Yoon-seo bắt đầu sự nghiệp với vai trò người mẫu quảng cáo mỹ phẩm vào năm 2018, bao gồm cả "Allure Korea".
Yoon-seo ra mắt diễn xuất vào năm 2022, khi cô được chọn vào vai Bang Yeong-ju, một học sinh trung học đang mang thai trong bộ phim truyền hình Blues nơi đảo xanh của tvN. Bất chấp những tranh cãi xung quanh tình tiết mang thai ở tuổi vị thành niên của bộ phim, Yoon-seo vẫn thu hút được sự chú ý từ khán giả nhờ vai diễn và diễn xuất đầy cảm xúc của cô, bao gồm cả việc khắc họa những đấu tranh cảm xúc sau khi mang thai ở tuổi vị thành niên. Từ vai diễn đầu tay này, Yoon-seo đã thể hiện kỹ năng diễn xuất ổn định và tài năng của một tân binh, điều này đã chiếm được cảm tình của khán giả.
Cuối năm đó, Yoon-seo đóng vai chính trong phim Netflix Cô gái thế kỷ 20. Trong vòng ba ngày sau khi phát hành, bộ phim đã ra mắt ở vị trí thứ 2 trên bảng xếp hạng toàn cầu của Netflix về Top 10 hạng mục phim không nói tiếng Anh trong tuần phát hành, với tám triệu giờ xem, cũng như sự đón nhận tích cực đối với cốt truyện của phim.
Năm 2023, Yoon-seo xuất hiện trong bộ phim truyền hình Khóa học yêu cấp tốc của tvN.

## Danh sách phim

### Phim
| Năm  | Nhan đề          | Vai diễn | Ghi chú                 | Ng.    |
| ---- | ---------------- | -------- | ----------------------- | ------ |
| 2022 | Cô gái thế kỷ 20 | Yeon-du  | Vai chính, phim Netflix | [ 11 ] |
| TBA  | Hear Me          | TBA      | Vai chính               | [ 15 ] |

### Phim truyền hình
| Năm  | Nhan đề              | Kênh | Vai diễn      | Ghi chú                     | Ng.    |
| ---- | -------------------- | ---- | ------------- | --------------------------- | ------ |
| 2022 | Blues nơi đảo xanh   | tvN  | Bang Yeong-ju | Vai diễn đầu tay, vai chính | [ 3 ]  |
| 2023 | Khoá học yêu cấp tốc | tvN  | Nam Hae-yi    | Vai phụ                     | [ 16 ] |

### Phim chiếu mạng
| Năm  | Nhan đề              | Nền tảng | Vai diễn | Ghi chú          | Ng.    |
| ---- | -------------------- | -------- | -------- | ---------------- | ------ |
| 2023 | Hiệp sĩ áo đen       | Netflix  | Seul-ah  | Cameo            | [ 17 ] |
| TBA  | Ngôi trường xác sống | Netflix  |          | Vai chính, mùa 2 | [ 18 ] |

## Giải thưởng và đề cử
| Năm  | Lễ trao giải                                                              | Hạng mục                       | (Những) Người/Tác phẩm được đề cử | Kết quả   | Ng.    |
| ---- | ------------------------------------------------------------------------- | ------------------------------ | --------------------------------- | --------- | ------ |
| 2022 | APAN Star Awards lần thứ 8 (8th APAN Star Awards)                         | Nữ diễn viên mới xuất sắc nhất | Blues nơi đảo xanh                | Đề cử     | [ 19 ] |
| 2022 | Liên hoan phim quốc tế Busan với Giải thưởng Ngôi sao Châu Á Marie Claire | Ngôi sao đang lên              | Blues nơi đảo xanh                | Đoạt giải | [ 20 ] |